# Síndrome de hiperemesis canabinoide
Síndrome de hiperemesis canabinoide  es una entidad clínica que afecta a consumidores regulares de cannabis y se caracteriza por episodios cíclicos de vómitos incoercibles acompañados por baños en agua caliente compulsivos.

## Descripción
Esta entidad clínica fue descripta por primera vez en 2004. Se trata de un tipo de toxicidad poco frecuente provocada por los cannabinoides —sustancias psicotrópicas como el tetrahidrocannabinol (THC), el cannabidiol (CBD), el cannabinol (CBN) o la tetrahidrocannabivarina (THCV), provenientes de las plantas de Cannabis—, que pueden padecer los consumidores crónicos de cannabis, caracterizado por episodios cíclicos de náuseas y vómitos.
Su característica principal es los episodios cíclicos de vómitos incoercibles que pueden durar entre dos y cuatro días. Esto solamente se alivia con baños en agua caliente varias veces al día.  Los baños en agua caliente constituyen un signo patognomónico de este síndrome.
El síndrome produce fuertes dolores abdominales. 
El cuadro clínico, debido al consumo prolongado de cannabis, consta de tres fases, una fase pre-emética, una fase hiperemética y una fase de recuperación.
Se sospecha que el receptor potencial transitorio del receptor vanilloide 1 (VRPT1) puede estar implicado en este síndrome.
Este síndrome solo afecta a consumidores crónicos de cannabis y los vómitos no responden a los antieméticos habituales. El único remedio conocido hasta ahora es la abstinencia de cannabis. Los pacientes que abandonan el consumo de esta droga pueden recuperarse completamente.